# Loučná nad Desnou
Loučná nad Desnou é uma comuna checa localizada na região de Olomouc, distrito de Šumperk.